# Bayeman (Gondang Wetan)
Bayeman is een bestuurslaag in het regentschap Pasuruan van de provincie Oost-Java, Indonesië. Bayeman telt 4601 inwoners (volkstelling 2010).